# Desiderius Rwoma
Desiderius Rwoma (ur. 8 maja 1947 w Ilogero) – tanzański duchowny rzymskokatolicki, w latach 1999-2013 biskup Singidy, w latach 2013-2022 biskup Bukoby.

## Życiorys
Święcenia kapłańskie przyjął 28 lipca 1974 i został inkardynowany do diecezji Bukoba. Przez wiele lat pracował w niższym seminarium w Rubyi. Był także m.in. wicerektorem centrum formacyjnego oraz wikariuszem generalnym diecezji.
19 kwietnia 1999 papież Jan Paweł II mianował go biskupem Singidy. Sakry biskupiej udzielił mu 11 lipca 1999 kard. Polycarp Pengo.
15 stycznia 2013 otrzymał nominację na biskupa Bukoby oraz administratora apostolskiego Singidy (w Singidzie pracował do 2015).
1 października 2022 papież Franciszek przyjął jego rezygnację z urzędu biskupa Bukoby. 